# Comuna Sunîcine, Snovsk
Sunîcine (în ucraineană Суничне) este o comună în raionul Snovsk, regiunea Cernihiv, Ucraina, formată din satele Popilnea, Șkrobove și Sunîcine (reședința).

## Demografie
Componența lingvistică a comunei Sunîcine
     Ucraineană (96,35%)
     Rusă (3,47%)
     Alte limbi (0,17%)
Conform recensământului din 2001, majoritatea populației comunei Sunîcine era vorbitoare de ucraineană (96,35%), existând în minoritate și vorbitori de rusă (3,47%).